# Список хоккейных клубов России по числу выигранных титулов

В статье представлен список хоккейных клубов России по общему числу выигранных титулов в советское и российское время. В нём перечислены все мужские российские хоккейные клубы, выигравшие хотя бы один из основных домашних трофеев, либо хотя бы один из европейских клубных турниров. В число этих трофеев входят: победа в чемпионате СССР, чемпионате России (включая РХЛ, Суперлигу), Кубке СССР, Кубке Лиги, МХЛ, КХЛ, Кубке МХЛ, Кубке России, Кубке Европы, Евролиге, Кубке европейских чемпионов, Лиге чемпионов, Континентальном Кубке, Кубке Федерации, Суперкубке, Кубке Шпенглера.
В списке учтены только титулы, разыгрываемые в рамках отдельных матчей и турниров, изолированных от других соревнований. Не включены трофеи, которые выдаются за достижения в рамках розыгрышей других соревнований, в частности: Кубок Континента и Кубок Открытия КХЛ.
В списке учтены титулы, выигранные в рамках официальных соревнований, а также наиболее престижного среди неофициальных турниров — Кубка Шпенглера.

## Достижения клубов
Принятые сокращения
| Чемпионаты (национальные и с привлечением иностранных клубов) ЧСССР — чемпионат СССР ЧСНГ — чемпионат СНГ ЧР — чемпионате России (включая РХЛ, Суперлигу) МХЛ — Межнациональная хоккейная лига КХЛ — Континентальная хоккейная лига Кубки (национальные и с привлечением иностранных клубов) КСССР — Кубок СССР КЛ — Кубок Лиги СССР КМХЛ — Кубок МХЛ КР — Кубок России | Международные клубные турниры под эгидой ИИХФ КЕ — Кубок Европы ЕЛ — Евролига КЕЧ — Кубок европейских чемпионов ЛЧ — Лига чемпионов (2008—2009) КФ — Кубок Федерации КК — Континентальном Кубке СК — европейский Суперкубок Прочие международные клубные турниры КШ — Кубок Шпенглера |

### По клубам
| Место | Клуб           | Город           | ЧССР/ЧСНГ | ЧР/МХЛ/ КХЛ | КСССР/ КЛ | КР/КМХЛ | КЕ/КЛ/ КЕЧ/ЛЧ | КФ/КК | СК | КШ | ИТОГО | Последний трофей |
| ----- | -------------- | --------------- | --------- | ----------- | --------- | ------- | ------------- | ----- | -- | -- | ----- | ---------------- |
| 1     | ЦСКА           | Москва          | 32        | 5           | 12        | 0       | 20            | 0     | 0  | 1  | 69    | КГ 2023          |
| 2     | Динамо         | Москва          | 5         | 6           | 3         | 1       | 1             | 0     | 0  | 2  | 18    | КГ 2013          |
| 3—4   | Металлург      | Магнитогорск    | 0         | 6           | 0         | 1       | 3             | 0     | 1  | 1  | 12    | КГ 2024          |
| 3—4   | Спартак        | Москва          | 4         | 0           | 2         | 0       | 0             | 0     | 0  | 5  | 11    | КШ 1990          |
| 5—6   | Ак Барс        | Казань          | 0         | 5           | 0         | 0       | 1             | 1     | 0  | 0  | 7     | КГ 2018          |
| 5—6   | Крылья Советов | Москва          | 2         | 0           | 3         | 0       | 1             | 0     | 0  | 1  | 7     | КЛ 1989          |
| 7     | СКА            | Санкт-Петербург | 0         | 2           | 0         | 0       | 0             | 0     | 0  | 4  | 6     | КГ 2017          |
| 8     | Лада           | Тольятти        | 0         | 2           | 0         | 1       | 1             | 1     | 0  | 0  | 5     | КК 2005/06       |
| 9—10  | ВВС МВО        | Москва          | 3         | 0           | 1         | 0       | 0             | 0     | 0  | 0  | 4     | ЧСССР 1952/53    |
| 9—10  | Локомотив      | Ярославль       | 0         | 4           | 0         | 0       | 0             | 0     | 0  | 0  | 4     | КГ 2025          |
| 11    | Салават Юлаев  | Уфа             | 0         | 2           | 0         | 0       | 0             | 1     | 0  | 0  | 3     | КГ 2011          |
| 12—13 | Авангард       | Омск            | 0         | 1           | 0         | 0       | 1             | 0     | 0  | 0  | 2     | КГ 2021          |
| 12—13 | Локомотив      | Москва          | 0         | 0           | 0         | 0       | 0             | 0     | 0  | 2  | 2     | КШ 1969          |

Примечания.

Для тех сезонов, в которых чемпион России определялся отдельно от чемпиона лиги, учитывается титул чемпиона лиги как более престижный.

Кубки МХЛ/России учтены как трофеи для тех случаев, когда проводились отдельно от сезона лиги (1994, 1996, 1998).

### По городам
| Место | Город           | Клубы                                                     | ЧССР/ЧСНГ | ЧР/МХЛ/ КХЛ | КСССР/ КЛ | КР/КМХЛ | КЕ/КЛ/ КЕЧ/ЛЧ | КФ/КК | СК | КШ | ИТОГО | Последний трофей |
| ----- | --------------- | --------------------------------------------------------- | --------- | ----------- | --------- | ------- | ------------- | ----- | -- | -- | ----- | ---------------- |
| 1     | Москва          | ЦСКА, Динамо, Спартак, Крылья Советов, ВВС МВО, Локомотив | 46        | 7           | 21        | 1       | 22            | 0     | 0  | 11 | 108   | КГ 2022          |
| 2     | Магнитогорск    | Металлург                                                 | 0         | 5           | 0         | 1       | 3             | 0     | 1  | 1  | 11    | КГ 2016          |
| 3     | Казань          | Ак Барс                                                   | 0         | 5           | 0         | 0       | 1             | 1     | 0  | 0  | 7     | КГ 2018          |
| 4     | Санкт-Петербург | СКА                                                       | 0         | 2           | 0         | 0       | 0             | 0     | 0  | 4  | 6     | КГ 2017          |
| 5     | Тольятти        | Лада                                                      | 0         | 2           | 0         | 1       | 1             | 1     | 0  | 0  | 5     | КК 2005/06       |
| 6—7   | Уфа             | Салават Юлаев                                             | 0         | 2           | 0         | 0       | 0             | 1     | 0  | 0  | 3     | КГ 2011          |
| 6—7   | Ярославль       | Локомотив                                                 | 0         | 3           | 0         | 0       | 0             | 0     | 0  | 0  | 3     | ЧР 2002/03       |
| 8     | Омск            | Авангард                                                  | 0         | 1           | 0         | 0       | 1             | 0     | 0  | 0  | 2     | КЕЧ 2005         |

Примечания.

Для тех сезонов, в которых чемпион России определялся отдельно от чемпиона лиги, учитывается титул чемпиона лиги как более престижный.

Кубки МХЛ/России учтены как трофеи для тех случаев, когда проводились отдельно от сезона лиги (1994, 1996, 1998).